# اللجنة الأولمبية البحرينية
اللجنة الأولمبيّة البحرينيّة هي اللجنة الأولمبيّة الوطنيّة التي تمثّل البحرين كعضو في اللجنة الأولمبية الدولية. جرى تشكيلها في عام 1978 وحصلت على الاعتراف الرسمي في عام 1979، وبموجبه أضحت مسؤولة عن تنظيم وتعيين المشاركين البحرينيين في دورة الألعاب الأولمبية الصيفية أو الشتوية.

## التاريخ
19 مايو 1979 
تأسست اللجنة الأولمبية البحرينية وسجلت حسب القانون رقم (21) لسنة 1989م الصادر بتاريخ 26 يونيو 1990م تحت رقم (3) بشأن تنظيم الأندية والجمعيات في مجال الشباب والرياضة في الهيئة العامة للشباب والرياضة، حيث أصبحت المنظمة الرسمية المشرفة على الأنشطة الرياضية في البحرين والتابعة للمجلس الاعلى للشباب والرياضة الذي تأسس في عام 1975 برئاسة ولي العهد آنذاك حمد بن عيسى آل خليفة. عقب الاجتماع التأسيسي في 19 مايو 1979م وبحضور ممثلي تسع اتحادات رياضية وهي ألعاب القوى والسباحة وكرة القدم وكرة السلة وكرة الطائرة وكرة اليد ورفع الأثقال وتنس الطاولة والرماية واعتمد النظام الأساسي للجنة وتم تقديمها إلى وزارة العمل والشؤون الاجتماعية التي كانت آنذاك تشرف على الأندية الوطنية والاتحادات الرياضية.
وقد تقدم بطلب الانضمام إلى عضوية اللجنة الاولمبية الدولية والتي وافقت على الطلب في يوليو من نفس العام.
 1982 
أول ظهور رياضي بحريني ومشاركة رسمية للجنة الاولبية البحرينية على الصعيد الآسيوي وكانت في دورة الألعاب الآسيوية التاسعة التي أقيمت في نيودلهي بالهند، وقد بلغ تعداد الوفد البحريني 138 فرد برئاسة الشيخ عيسى بن راشد آل خليفة، وشاركت البحرين في تسع لعبات هي كرة السلة، كرة اليد، ألعاب القوى، السباحة، التنس الارضي، الجولف، الرماية، رفع الأثقال وكرة الطاولة 1984 
سجلت البحرين حضورها الميداني والإداري والعالمي الأول على الصعيد الاولمبي في أولمبياد لوس أنجلوس التي أقيمت بالولايات المتحدة الأمريكية في صيف عام 1984، وقد ترأس البعثة البحرينية المشاركة في الاولمبياد الشيخ عيسى بن راشد آل خليفة رئيس اللجنة الاولمبية البحرينية، وشاركت مملكة البحرين في ثلاث ألعاب رياضية وهي ألعاب القوى، السباحة، الخماسي الحديث، والرماية.

## فعاليات اللجنة الاولمبية البحرينية

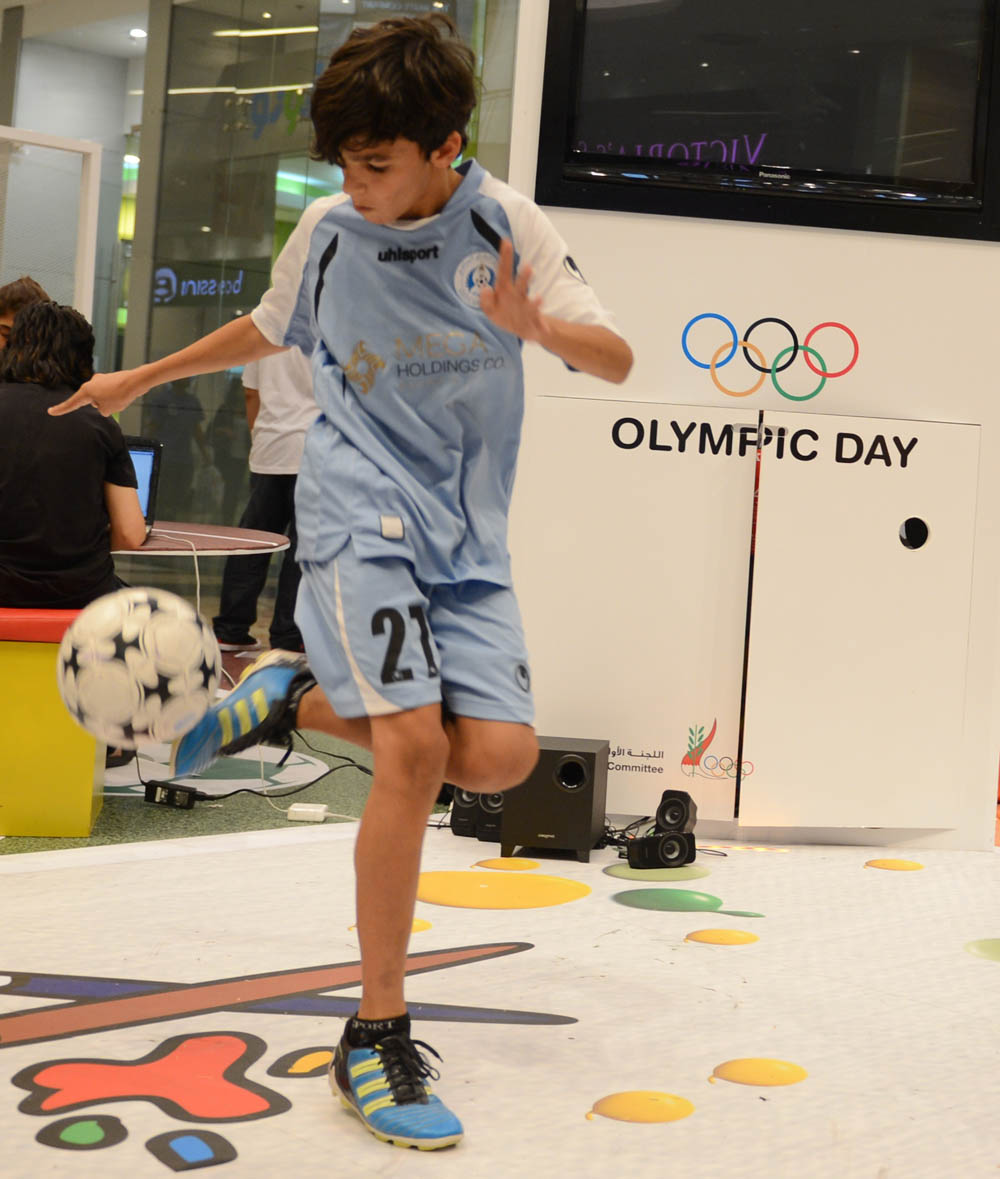
اليوم الاولمبي البحريني

### يوم البحرين الرياضي
تنظم اللجنة الاولمبية البحرينية يوم البحرين الرياضي الوطني في الأسبوع الثاني من شهر فبراير من كل عام بدأً من سنة 2017 وذلك في إطار تنفيذ ورؤية الملك حمد بن عيسى آل خليفة ويشارك في هذا الحفل الوطني أفراد المجتمع بكافة مؤسساته الحكومية والخاصة وكافة قطاعات الدولة تفعيلاً للقيم الأولمبية النبيلة التي تهدف إلى تعزيز الصحة العامة في المجتمعات وتشجيع منتسبيها على ممارسة الرياضة والنشاط البدني لغرس ثقافة الرياضة كأسلوب حياة وبـث روح الحب والولاء للوطن وغرس مفاهيم الرياضة المجتمعيـة من خلال توسيع قاعدة المشاركة في الأنشطة المختلفة.

### اليوم الأولمبي
تحتفل اللجنة الأولمبية البحرينية بفعالية (اليوم الأولمبي) تحت رعاية النائب الأول لرئيس المجلس الاعلى للشباب والرياضة، رئيس اللجنة الأولمبية البحرينية خالد بن حمد آل خليفة ابتداء من الساعة الثالثة ظهراً وحتى السابعة مساءً بسلسلة من البرامج والأنشطة والعروض الرياضية والفنية المتميزة التي أعدتها اللجنة الأولمبية البحرينية بالشراكة مع عدد من القطاعات المجتمعية.

### الأولمبياد المدرسي المصغر
تنظم اللجنة الأولمبية البحرينية فعالية الأولمبياد المدرسية المصغرة بالتعاون مع وزارة التربية والتعليم بمشاركة واسعة من مدارس البحرين الحكومية والخاصة في 9 ألعاب رياضية وهي كرة القدم، كرة السلة، الكرة الطائرة، ألعاب القوى، الأكواثلون، كرة الطاولة، السباحة، التايكوندو، رياضة المعاقين، وتولي الأولمبية البحرينية مشروع الأولمبياد المدرسي لمساهمته في تنشيط الرياضة المدرسية لتعزيز مخرجات الرياضة البحرينية.

## الاتحادات الرياضية التابعة للجنة الأولمبية البحرينية

### الاتحاد البحريني لكرة القدم
في عام1957 تأسس أول اتحاد رياضي عرف آنذاك باسم (الاتحاد الرياضي البحريني) وقد انضمت إلى عضوية الاتحاد الفرق المحلية فقط، وقد امتدت اختصاصات هذا الاتحاد في حينه إلى الإشراف على بعض الألعاب الأخرى ككرة السلة وكرة اليد والكرة الطائرة إلى أن تم إنشاء اتحادات مستقلة فيما بعد لمعظم الألعاب الرياضية عام 1974 بما فيها الاتحاد البحريني لكرة القدم، ويترأسه حالياً الشيخ علي بن خليفة آل خليفة.

### الاتحاد البحريني لألعاب القوى
تأسس الاتحاد البحريني لألعاب القوى 3 نوفمبر 1974 ويترأس الاتحاد حالياً السيد محمد بن جلال، ويتمتع الاتحاد بسجل ناصع من الإنجازات القارية والعالمية والأولمبية من أبرزها الميدالية الذهبية التي حققتها العداءة روث جيبيت في أولمبياد ريو 2016 بسباق 3 آلاف موانع وهي أول ميدالية ذهبية أولمبية في تاريخ مملكة البحرين.

### الاتحاد البحريني لكرة اليد
أشهر في عام 1974 برئاسة محمد علي أبل بينما يترأس الاتحاد حالياً السيد علي عيسى إسحاقي وهو أحد اتحادات الألعاب الجماعية التي أوجدت لها مكاناً متميزاً منذ انطلاقها بفضل الرصيد الزاخر من الإنجازات الخليجية والعربية والقارية ووصول المنتخب الأول والناشئين إلى نهائيات كأس العالم في عدة مرات.

### الاتحاد البحريني للكرة الطائرة
تأسس الاتحاد في 19 ديسمبر 1974م وتم تشكيل أول مجلس للإدارة برئاسة الشيخ عبد الرحمن بن فارس آل خليفة بينما يترأس الاتحاد حالياً الشيخ علي بن محمد آل خليفة ولدى الاتحاد سجل زاخر من البطولات الخليجية والعربية على مستوى جميع الفئات السنية ومنتخب الرجال.

### الاتحاد البحريني للتنس
تأسس الاتحاد البحريني للتنس الأرضي في 1 أبريل 1980م برئاسة الدكتور / توفيق عبد الرحمن المؤيد، وانضم الاتحاد البحريني للتنس إلى عضوية الاتحاد الدولي للتنس في العام 1982م وفي العام 1985م انضم لعضوية الاتحاد الآسيوي للتنس، وبتشكيل مجلس التعاون الخليجي والأمانة العامة لدول مجلس التعاون انضم الاتحاد إلى عضوية اللجنة التنظيمية للتنس بمجلس التعاون في سنة 1986م، ويترأس الاتحاد حالياً أحمد بن محمد بن سلمان آل خليفة.

### الاتحاد البحريني لكرة الطاولة
أشهر الاتحاد عام 1974م تحت مسمى (الاتحاد البحريني للتنس وتنس الطاولة والا سكواش) ثم انفصل الاتحاد البحريني لكرة الطاولة عن الألعاب الأخرى في عام 1976م وتشكل أول مجلس إدارة برئاسة الشيخ عبد الرحمن بن راشد آل خليفة وتترأس الاتحاد حاليا الشيخة حياة بنت عبد العزيز ال خليفة.

### الاتحاد البحريني للبولنج
تأسس الاتحاد عام 1981، ويعتبر الاتحاد عضوا في اللجنة التنظيمية للبولينج بدول مجلس التعاون، عضوا في الاتحاد العربي والآسيوي والدولي للبولينج، ويترأس الاتحاد السيد أحمد النعيمي ولدى الاتحاد قاعدة جيدة من ممارسي اللعبة من كلا الجنسين وحقق إنجازات خليجية وعربية وقارية متميزة.

### الاتحاد البحريني لرفع الأثقال
تأسس في شهر يناير 1957 وهو يشرف ويدير لعبتي رفع الأثقال وكمال الأجسام وتنضوي تحت مظلته عدد من الأندية التي تمارس نشاط رفع الأثقال ولديه عدد من الإنجازات الآسيوية والعربية والخليجية ويترأسه حاليا سعادة السيد إسحاق إبراهيم إسحاق.

### الاتحاد الملكي للفروسية وسباقات القدرة
تأسس الاتحاد 19 مارس 2003. برئاسة ناصر بن حمد آل خليفة، وهو يمثل مملكة البحرين في الأحداث الوطنية والدولية على حد سواء من بطولات الفروسية والتحمل. ويقع المقر الرئيسي للاتحاد في عوالي. وهو السلطة الوحيدة لتنظيم جميع أنشطة الفروسية والألعاب والأحداث في المملكة، ويترأس الاتحاد حالياً عيسى بن عبد الله آل خليفة ويتمتع الاتحاد بسجل زاخر بالإنجازات على المستوى الخليجي والعربي والقاري والدولي.

### الاتحاد البحريني للسباحة
تأسس الاتحاد البحريني عام 1974م برئاسة المستشار محمد مجبل، وقد انضم الاتحاد البحريني للسباحة إلى اتحاد الخليج العربي للسباحة عند التأسيس عام 1976م الاتحاد الدولي للسباحة الطويلة عام 1976م، الاتحاد الآسيوي للسباحة (AASF) عام 1978م، الاتحاد الدولي للسباحة (FINA) عام 1979م، الاتحاد العربي للسباحة عام 1983م وهو عضو اللجنة التنظيمية للسباحة لدول مجلس التعاون ويمتلك إنجازات كثيرة على كافة الأصعدة.

### الاتحاد البحريني للريشة الطائرة والاسكواش
أسس الاتحاد في العام 1981 برئاسة يوسف الخاجة، ويترأس الاتحاد حالياً الدكتورة سوسن تقوي، وهو الجهة المسئولة عن إدارة لعبتي الريشة الطائرة والسكواش في مملكة البحرين وحقق العديد من الإنجازات الخليجية والعربية.

### الاتحاد البحريني للسيارات
تأسس الاتحاد البحريني للسيارات في 23 نوفمبر سنة 1952م، ويعتبر أحمد كانو أول رئيس لمجلس الإدارة، وقد قام الاتحاد بعام 1997م بالانتساب إلى الاتحاد الدولي للسيارات (FIA) وتم بعام 2000م عمل أول سباق رالي دولي بمملكة البحرين، ويترأس الاتحاد حالياً الشيخ عبد الله بن عيسى آل خليفة.

### الاتحاد البحريني للألعاب الذهنية
تأسس في العام 1999 ويشرف على الألعاب التالية: الشطرنج، الدامة، السكرابل، البريدج، ويترأس الاتحاد حالياً حميد آل رحمة وحقق الاتحاد سلسلة من الإنجازات الخليجية والعربية.

### الاتحاد البحريني للجولف
أشهر اتحاد الغولف عام 2001م برئاسة السيد صقر النعيمي، وقد قام الاتحاد بدور كبير في إيجاد القاعدة الرئيسية للعبة وبناء المبنى الجديد للاتحاد بالإضافة أنه عمل من أجل أهداف عديدة وإحدى مهامه الرئيسية تشجيع الشباب على تعلم لعبة الجولف وكذلك أطلع الاتحاد بواجبات التدريب والاعداد وتوفير الأجهزة والمعدات وذلك لإبراز المواهب والخامات الواعدة وصقلها وتدريبها ولدى الاتحاد سجل ناصع من الإنجازات على المستوى الخليجي والعربي.

### الاتحاد البحريني للرياضات البحرية
تأسس الاتحاد بشهر أبريل 2001 لينظم كافة مسابقات الرياضات والألعاب البحرية برئاسة الشيخ خليفة بن عبد الله آل خليفة، وحقق الاتحاد العديد من البطولات الخليجية والعربية والنتائج الإيجابية في البطولات القارية والعالمية.

### الاتحاد البحريني للرياضة للجميع
تأسس في 18 فبراير 1991م أخذ على عاتقه السعي الدؤوب والعمل المستمر على تحقيق الأهداف المنشودة والوصول بمفهوم الرياضة للجميع إلى كل بيت بحريـني وإلى كل فرد من أفراد الشعب بغض النظر عن السن والجنس من خلال تنظيم العديد من الفعاليات المحلية الترفيهية الغـير تنافسية إضافة إلى العديد من الدورات الرياضية والمهرجانات والسباقات ويترأس الاتحاد السيد عيسى عبد الرحيم.

### الاتحاد البحريني للدراجات الهوائية
أشهر الاتحاد البحريني للدراجات عام 1983 ويتكون من الأندية الأعضاء نادي البديع، الشباب، بني جمرة، الرفاع الشرقي، الرفاع، عالي، ويترأس الاتحاد الشيخ خالد بن حمد آل خليفة وينظم الاتحاد دوري وكأس الأندية طوال الموسم - أشبال - ناشئين - شباب ورجال.

### الاتحاد البحريني للسنوكر والبلياردو
أشهر الاتحاد البحريني للبليارد والسنوكر عام 1996 حيث ترأس الاتحاد آنذاك الدكتور سعيد اليماني بينما يترأسه حالياً الدكتور سعيد اليماني، ويشرف الاتحاد على لعبتي السنوكر والبليارد ولديه سجل حافل من الإنجازات الخليجية والعربية والقارية.

### الاتحاد البحريني للكريكت
تم اشهار الاتحاد البحريني للكريكت في عام 2001م ويتكون المجلس من 8 أعضاء ويعتبر مجلس الإدارة من مزيج من الشخصيات الرياضية المهتمة باللعبة والشخصيات العامة في المملكة الذين لديهم حب ممارسة اللعبة، ويترأس الاتحاد السسيد سليم إلياس.

### الاتحاد البحريني للمبارزة
تأسس الاتحاد البحريني للمبارزة لأول مرة سنة 2007 وتم تسجيله بالمؤسسة العامة للشباب والرياضة تحت قيد (27)  بتاريخ  25/9/2007 ويترأس الاتحاد الشيخ إبراهيم بن سلمان آل خليفة.

## اللجان المرتبطة باللجنة الأولمبية البحرينية

### المركز الوطني للطب والتأهيل الرياضي
يقع المركز الوطني للطب والتأهيل الرياضي في مدينة عيسى الرياضية في البحرين ويعتبر من أبرز المراكز المتخصصة في علاج الإصابات الرياضية ويقوم المركز بتقديم خدمات متميزة لعلاج منتسبي الأندية والاتحادات الرياضية من اللاعبين والإداريين والمدربين والحكام، ويستقبل المرضى الغير رياضيين.
ويحتوي المركز مجموعة من المعدات الرياضية والأجهزة المختبرية والتقنيات الطبية الحديثة والتي تستخدم في علاج الإصابات الرياضية

### الأكاديمية الأولمبية البحرينية
يقوم مركز التدريب والتطوير الرياضي التابع للجنة الأولمبية البحرينية بدور بارز في تأهيل قدرات المدربين والإداريين العاملين في الأندية والاتحادات الرياضية من داخل وخارج مملكة البحرين، بما يسهم في تأهيل مجموعة من الكوادر الإدارية والفنية القادرة على تحمل أعباء العمل في الأندية والاتحادات وكافة الهيئات الرياضية وذلك من خلال تزويدهم بأحدث العلوم والمعارف والممارسات الأكاديمية والعلمية الحديثة بالتعاون مع أفضل الجامعات والمعاهد والأكاديميات العالمية ونخبة من أبرز المحاضرين المتمرسين من ذوي الخبرة والاختصاص لتأهيل كوادر وطنية وفق أسس علمية صحيحة.

### لجنة المنشطات
تعمل اللجنة الوطنية لمكافحة المنشطات التابعة للجنة الأولمبية البحرينية على محاربة آفة المنشطات في المجال الرياضي على مستوى مملكة البحرين وخلق وعي شامل بالمخاطر المترتبة على تعاطي المنشطات وهي تمثل البحرين في العديد من المؤتمرات والمناسبات الدولية لمكافحة المنشطات كما أنها تعمل في إطار قوانين المنظمة الدولية لمكافحة المنشطات (وادا).

## إنجازات وميداليات
شاركت مملكة البحرين في منافسات دورة الألعاب الأولمبية الثلاثون التي أقيمت في لندن عام 2012 بثلاث ألعاب وهي الرماية وألعاب القوى والسباحة وحصلت البحرين على أول ميدالية أولمبية في تاريخها بعد فوز العداءة مريم جمال ببرونزية 1500 متر.
حققت اللجنة الأولمبية البحرينية سلسلة من الإنجازات المتميزة للرياضة البحرينية في الدورة الانتخابية الممتدة من 2012 – 2016 لتواصل دورها الرائد برئاسة ناصر بن حمد آل خليفة ممثل الملك للأعمال الخيرية وشئون الشباب، رئيس المجلس الأعلى للشباب والرياضة في الارتقاء بالحركة الرياضية ودعم الاتحادات الوطنية لتخريج بحصيلة وافرة من الإنجازات التي عززت مكانة البحرين على خارطة الرياضة العالمية.
1-الفوز بالميدالية الذهبية الأولى في تاريخ مملكة البحرين بأولمبياد ريو 2016 عن طريق العداءة «روث جيبيت» في سباق 3 آلاف موانع.
2-الفوز بالميدالية الفضية بأولمبياد ريو 2016 عن طريق العداءة يونيس كيروا في سباق الماراثون.
3-حقق ناصر بن حمد آل خليفة ممثل الملك للأعمال الخيرية وشئون الشباب رئيس المجلس الاعلى للشباب والرياضة رئيس اللجنة الأولمبية البحرينية قائد الفريق الملكي للقدرة المركز الثالث في بطولة العالم للقدرة بسلوفاكيا والأول على الفرسان العرب في البطولة العالمية التي أقيمت بمشاركة أكثر من مئة وأربعين فارس وفارسة من مختلف دول العالم بشهر سبتمبر 2016 في أكبر إنجاز يحققه سموه على مستوى مشاركاته في رياضة القدرة.
4-فوز لاعبة منتخب ذوي الإعاقة في مسابقة دفع الجلة بالمركز الأول والميدالية الذهبية بدورة الألعاب البارالمبية التي استضافتها ريو 2016.
5-تحقيق 19 ميدالية متنوعة بدورة الألعاب الآسيوية «آسياد إنشيون 2014» من بينها (9 ذهبيات، 6 فضيات، 3 برونزيات) في مسابقة ألعاب القوى، وميدالية برونزية واحدة في لعبة كرة اليد.
6-فوز العداءة «أولكيمي» بالمركز الأول والميدالية الذهبية بسباق 400 متر في بطولة العالم للصالات المغلقة التي احتضنتها مدينة بورتلاند الأمريكية بشهر مارس 2016.
7-فوز اللاعبة سلوى عيد ناصر بالميدالية الفضية في سباق 400 متر عدواً، وفوز العداءة دليلة عبد القادر بالميدالية البرونزية في سباق 1500 متر ضمن منافسات ألعاب القوى في دورة الألعاب الأولمبية الثانية للشباب التي استضافتها الصين بشهر أغسطس 2014 لتحصد البحرين أول ميداليتين أولمبيتين (فضية وبرونزية) على مستوى فئة الشباب.
8-فوز مملكة البحرين بالمركز الأول في الدورة الرابعة لرياضة المرأة الخليجية التي استضافتها سلطنة عمان بشهر مارس 2015 إثر حصولها على 33 ميدالية متنوعة بينها 20 ميدالية ذهبية و 8 ميداليات فضية و 5 ميداليات برونزية.
9-فوز منتخب كرة اليد للرجال بالمركز الثاني في بطولة آسيا للرجال التي استضافتها البحرين يناير 2016 وتأهله إلى كأس العالم بفرنسا 2017.
10-فوز منتخب اليد للناشئين ببطولة آسيا التي استضافتها مملكة البحرين بشهر سبتمبر 2016 وتأهله لكأس العالم للناشئين بجورجيا 2017.
كما حققت مختلف الرياضات الأخرى مثل كرة القدم والكرة الطائرة وكرة السلة ورفع الأثقال والبولينج والرماية وذوي الإعاقة وكرة الطاولة والمبارزة والتايكوندو العديد من الإنجازات الخليجية والعربية.